# أليس رايلي
أليس رايلي (بالإنجليزية: Alice Riley)‏ هي كاتبة للأطفال وكاتِبة وكاتبة غنائية وشاعرة أمريكية، ولدت في 1867، وتوفيت في 1953.